# Segesd megállóhely
Segesd megállóhely egy megszűnt Somogy vármegyei vasúti megállóhely a Somogyszob–Balatonszentgyörgy-vasútvonalon, Segesd településen. Korábban a megálló a Máriakápolna-vásártér nevet viselte.
Alsósegesd településrész északi szélén helyezkedett el, Felsősegesdtől délnyugatra, a 68-as főút régi, még Somogyszobon áthaladó nyomvonala, a jelenlegi 6814-es út vasúti keresztezése mellett.
2009. december 13-án a vasútvonalon a személyszállítás megszűnt, de a megálló egykori épülete még áll.
A vasútvonal Böhönye és Somogyszob közötti, Segesdet is magában foglaló szakaszát a 2020. júliusában pusztító villámárvíz miatt kizárták a forgalomból.

## Vasútvonalak
A megállóhelyet az alábbi vasútvonalak érintik:
- Somogyszob–Balatonszentgyörgy-vasútvonal

## Kapcsolódó állomások
A megállóhelyhez az alábbi állomások vannak a legközelebb:
- Somogyszob vasútállomás (Somogyszob vasútállomás, Somogyszob–Balatonszentgyörgy-vasútvonal)
- Felsőbogátpuszta megállóhely (Balatonszentgyörgy vasútállomás, Somogyszob–Balatonszentgyörgy-vasútvonal)